# Иван Стоянов – Типеца
Вижте пояснителната страница за други личности с името Иван Стоянов.
Иван Стоянов – Типеца е български футболист.
Участва на СП-1974 във ФРГ (в 1 мач).
Имал е три бъбрека по рождение, което е световна аномалия.

## Успехи
Национални:
със „Спартак (София)“
Купа на България:
- Носител (1): 1967–68

с „Левски-Спартак (София)“
А РФГ:
- Шампион (3): 1969–70, 1973–74, 1976–77

Купа на България:
- Носител (4): 1969–70, 1970–71, 1975–76, 1976–77

Международни:
 Купа на носителите на купи (КНК):
- 1/4 финалист

Купа на УЕФА/ Лига Европа:
- 1/4 финалист

Лични
- Заслужил майстор на спорта